# حنطور

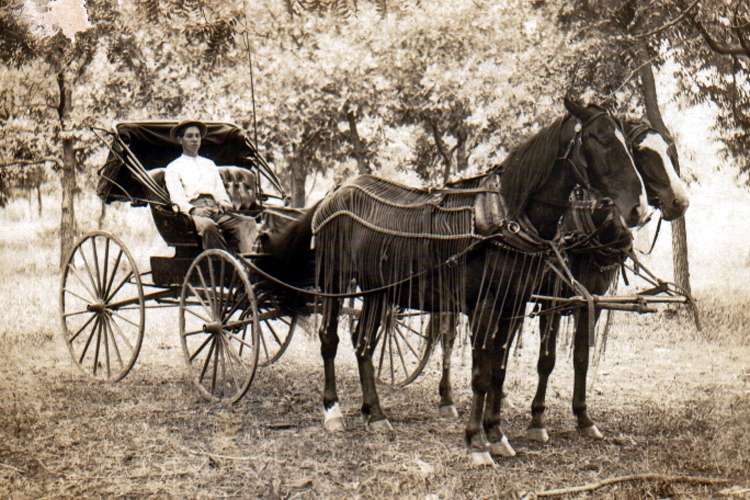
حصان وعربة نحو عام 1910

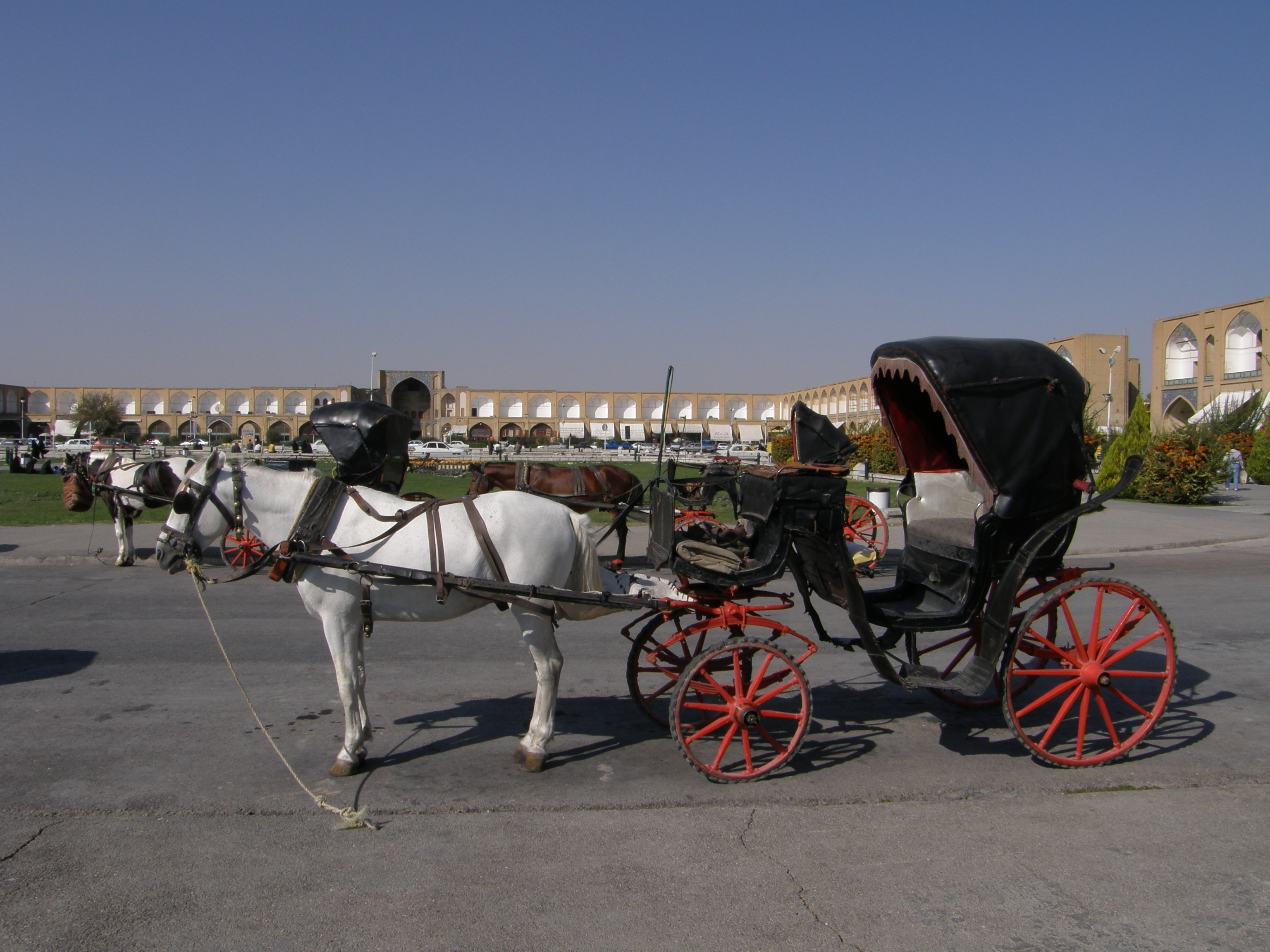
الحصان والعربة في أصفهان في إيران

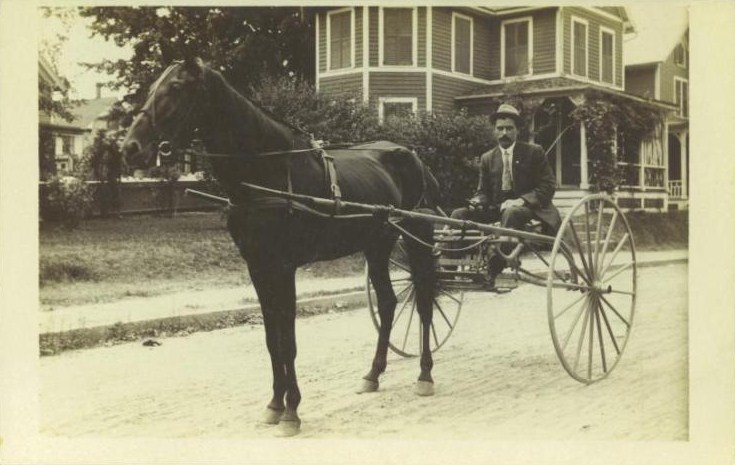
عربات التي تجرها الدواب في سباق العربات، نحو عام 1910

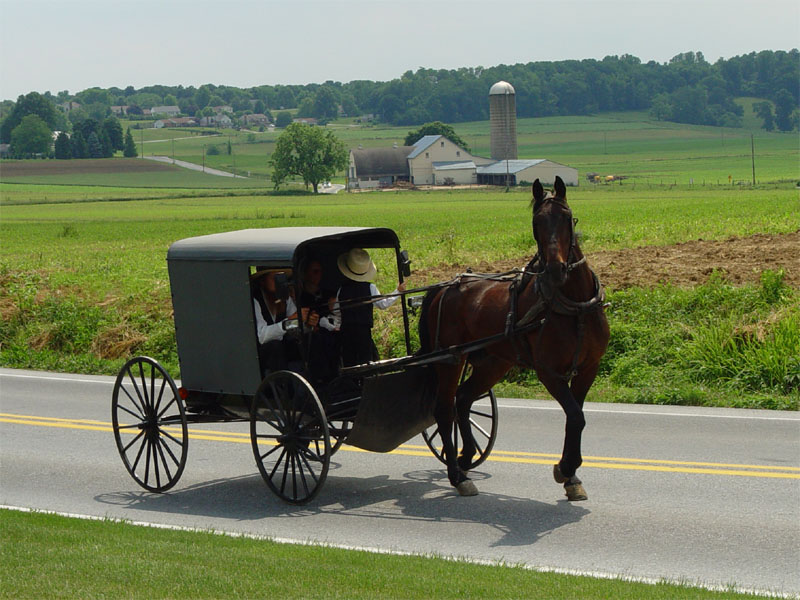
الآمش في مقاطعة لانكستر بولاية بنسلفانيا في عربات التي تجرها الدواب مربع في عام 2004

الحنطور أو الكوتشي (في المغرب) أو البُوجِيَّة عربة مخصصة للركاب، يجرها حصان، وهي وسيلة مواصلات تقليدية منتشرة، لا تزال موجودة للأغراض السياحية في بعض البلدان الأوروبية والآسيوية والعربية، منها مصر، والمغرب وتونس والجزائر. عادة ما يُنظر إلى الحنطور وسيلة نقل خفيفة بسيطة تتسع لشخصين عادة في القرن الثامن عشر والتاسع عشر و بداية القرن العشرين.

## التاريخ
حنطور كونكورد من أول الحناطير، كان للعربة جسم جانبين منخفضين و نظام تعليق جانبي على الإطارات الخلفية.